# Agamemnònides
Agamemnònides (llatí: Agamemnonides, grec: Agamemnonídes  Ἀγαμεμνονίδης) és el patronímic utilitzat pels descendents d'Agamemnó (Agamemnon), i especialment el seu fill Orestes.